# Ламишино (деревня)
Ламишино — деревня, расположенная в Бужаровском сельском поселении Истринского района Московской области. Население — 3 чел. (2010), зарегистрировано 8 садовых товариществ. С Истрой связана автобусным сообщением (автобус № 32).
Находится примерно в 10 км на север от Истры, на берегу Истринского водохранилища, высота над уровнем моря 193 м.
В деревне действует церковь Иконы Божией Матери Казанская, построенная в 1902—1905 годах архитектором Галецким.

## Население
| 2002 | 2006 | 2010 |
| ---- | ---- | ---- |
| 39   | ↘27  | ↘3   |

## История
Название села, по одной из версий, происходит от особенностей бывшего русла Истры — якобы здесь, на изгибе берега, плоты, сплавляемые по реке, часто ломались.
Впервые в исторических документах село встречается в 1607 году в приходной книге Патриаршего казенного приказа, об обложении десятиной церкви в вотчине Феодора Львова Плещеева, в селе Богородском (Ламишине тож).